# Pallamano ai Giochi della XXI Olimpiade - Torneo maschile
Il torneo maschile di pallamano ai Giochi della XXI Olimpiade si è svolto dal 18 al 28 luglio 1976 ed è stato ospitato da tre impianti: il Complexe sportif Claude-Robillard di Montréal, il Palazzo dello sport Léopold-Drolet di Sherbrooke, il Pavillon de l'éducation physique et des sports (PEPS) dell'Università Laval di Québec.
La medaglia d'oro è stata vinta dall'Unione Sovietica, che in finale ha superato la Romania per 19-15. La medaglia di bronzo è andata alla Polonia, che nella finale per il terzo posto ha sconfitto la Germania Ovest.
La finale mise di fronte le prime classificate nei due gironi, senza nessuna fase a eliminazione diretta. Il girone A fu molto combattuto e vide tre squadre concludere a pari punti, Unione Sovietica, Germania Ovest e i campioni olimpici uscenti della Jugoslavia. I piazzamenti vennero stabiliti in base alla differenza reti generale, mandando così i sovietici in finale per l'oro e i tedeschi in finale per il bronzo. Nel girone B i campioni mondiali in carica della Romania conclusero da favoriti al primo posto. Il girone venne anche caratterizzato dal ritiro della Tunisia, dopo che aveva giocato le prime due partite, a seguito del ritiro dell'intera delegazione tunisina dai Giochi come forma di protesta contro la presenza della delegazione neozelandese ai Giochi la cui nazionale di rugby aveva fatto un tour in Sudafrica, nonostante fosse attivo il boicottaggio sportivo del Sudafrica.

## Formato
Le dodici squadre partecipanti sono state inserite in un due gironi da sei squadre ciascuno, e ciascuna squadra affronta tutte le altre del girone per un totale di cinque giornate. La classifica finale dei gironi determinava gli accoppiamenti per le finali per i piazzamenti: le prime classificate si affrontavano per la conquista delle medaglie d'oro e d'argento, mentre le seconde classificate si affrontavano per la conquista della medaglia di bronzo.

## Squadre partecipanti
|                                    | Data                           | Sede         | Posti | Qualificate                                                                          |
| ---------------------------------- | ------------------------------ | ------------ | ----- | ------------------------------------------------------------------------------------ |
| Paese organizzatore                |                                |              | 1     | Canada                                                                               |
| Campionato mondiale 1974           | 28 febbraio - 10 marzo 1974    | Germania Est | 1     | Romania                                                                              |
| Torneo di qualificazione europeo   | 4 novembre 1975 - 7 marzo 1976 | Vario        | 7     | Jugoslavia Cecoslovacchia Ungheria Unione Sovietica Germania Ovest Polonia Danimarca |
| Torneo di qualificazione asiatico  | 15-21 marzo 1976               | Vario        | 1     | Giappone                                                                             |
| Torneo di qualificazione americano | -                              | -            | 1     | Stati Uniti                                                                          |
| Torneo di qualificazione africano  | 10-18 aprile 1976              | Tunisia      | 1     | Tunisia                                                                              |
| Totale                             |                                |              | 12    |                                                                                      |

## Fase a gironi

### Girone A

#### Classifica
| Pos. | Squadra          | Pt | G | V | N | P | GF  | GS  | DR  |
| ---- | ---------------- | -- | - | - | - | - | --- | --- | --- |
| 1.   | Unione Sovietica | 8  | 5 | 4 | 0 | 1 | 111 | 77  | +34 |
| 2.   | Germania Ovest   | 8  | 5 | 4 | 0 | 1 | 97  | 76  | +21 |
| 3.   | Jugoslavia       | 8  | 5 | 4 | 0 | 1 | 110 | 93  | +17 |
| 4.   | Danimarca        | 4  | 5 | 2 | 0 | 3 | 92  | 102 | -10 |
| 5.   | Giappone         | 2  | 5 | 1 | 0 | 4 | 96  | 111 | -14 |
| 6.   | Canada           | 0  | 5 | 0 | 0 | 5 | 75  | 122 | -47 |

#### Risultati
| Montréal 18 luglio 1976 | Unione Sovietica | 26 – 16 (11-5) | Giappone | Complexe sportif Claude-Robillard |

| Québec 18 luglio 1976 | Jugoslavia | 22 – 18 (15-12) | Canada | PEPS |

| Sherbrooke 18 luglio 1976 | Germania Ovest | 18 – 14 (7-5) | Danimarca | Palazzo dello sport Léopold-Drolet |

| Montréal 20 luglio 1976 | Germania Ovest | 19 – 16 (11-5) | Giappone | Complexe sportif Claude-Robillard |

| Québec 20 luglio 1976 | Jugoslavia | 26 – 17 (13-5) | Danimarca | PEPS |

| Sherbrooke 20 luglio 1976 | Unione Sovietica | 25 – 9 (12-5) | Canada | Palazzo dello sport Léopold-Drolet |

| Montréal 22 luglio 1976 | Jugoslavia | 20 – 18 (11-8) | Unione Sovietica | Complexe sportif Claude-Robillard |

| Québec 22 luglio 1976 | Germania Ovest | 26 – 11 (14-7) | Canada | PEPS |

| Sherbrooke 22 luglio 1976 | Danimarca | 21 – 17 (8-11) | Giappone | Palazzo dello sport Léopold-Drolet |

| Montréal 24 luglio 1976 | Danimarca | 24 – 18 (7-6) | Canada | Complexe sportif Claude-Robillard |

| Québec 24 luglio 1976 | Unione Sovietica | 18 – 16 (9-5) | Germania Ovest | PEPS |

| Sherbrooke 24 luglio 1976 | Jugoslavia | 26 – 22 (13-12) | Giappone | Palazzo dello sport Léopold-Drolet |

| Montréal 26 luglio 1976 | Germania Ovest | 18 – 17 (8-7) | Jugoslavia | Complexe sportif Claude-Robillard |

| Québec 26 luglio 1976 | Giappone | 25 – 19 (9-9) | Canada | PEPS |

| Sherbrooke 26 luglio 1976 | Unione Sovietica | 24 – 16 (13-7) | Danimarca | Palazzo dello sport Léopold-Drolet |

### Girone B

#### Classifica
| Pos. | Squadra        | Pt | G | V | N | P | GF | GS  | DR  |
| ---- | -------------- | -- | - | - | - | - | -- | --- | --- |
| 1.   | Romania        | 7  | 4 | 3 | 1 | 0 | 91 | 71  | +20 |
| 2.   | Polonia        | 6  | 4 | 3 | 0 | 1 | 80 | 71  | +9  |
| 3.   | Ungheria       | 4  | 4 | 2 | 0 | 2 | 92 | 82  | +10 |
| 4.   | Cecoslovacchia | 3  | 4 | 1 | 1 | 2 | 85 | 82  | +3  |
| 5.   | Stati Uniti    | 0  | 4 | 0 | 0 | 4 | 80 | 122 | -42 |
| 6.   | Tunisia        | -- | - | - | - | - | -  | -   | -   |

#### Risultati
| Montréal 18 luglio 1976 | Romania | 23 – 18 (13-8) | Ungheria | Complexe sportif Claude-Robillard |

| Québec 18 luglio 1976 | Cecoslovacchia | 28 – 20 (15-13) | Stati Uniti | PEPS |

| Sherbrooke 18 luglio 1976 | Polonia | 26 – 12 (annullata) | Tunisia | Palazzo dello sport Léopold-Drolet |

| Montréal 20 luglio 1976 | Cecoslovacchia | 21 – 9 (annullata) | Tunisia | Complexe sportif Claude-Robillard |

| Québec 20 luglio 1976 | Romania | 32 – 19 (16-8) | Stati Uniti | PEPS |

| Sherbrooke 20 luglio 1976 | Polonia | 18 – 16 (7-8) | Ungheria | Palazzo dello sport Léopold-Drolet |

| Montréal 22 luglio 1976 | Ungheria | 36 – 21 (18-9) | Stati Uniti | Complexe sportif Claude-Robillard |

| Québec 22 luglio 1976 | Polonia | 21 – 18 (8-7) | Cecoslovacchia | PEPS |

| Sherbrooke 22 luglio 1976 | Romania | – (annullata) | Tunisia | Palazzo dello sport Léopold-Drolet |

| Montréal 24 luglio 1976 | Polonia | 26 – 20 (14-10) | Stati Uniti | Complexe sportif Claude-Robillard |

| Québec 24 luglio 1976 | Ungheria | – (annullata) | Tunisia | PEPS |

| Sherbrooke 24 luglio 1976 | Romania | 19 – 19 (13-10) | Cecoslovacchia | Palazzo dello sport Léopold-Drolet |

| Montréal 26 luglio 1976 | Ungheria | 22 – 20 (10-11) | Cecoslovacchia | Complexe sportif Claude-Robillard |

| Québec 26 luglio 1976 | Romania | 17 – 15 (8-6) | Polonia | PEPS |

| Sherbrooke 26 luglio 1976 | Stati Uniti | – (annullata) | Tunisia | Palazzo dello sport Léopold-Drolet |

## Finali

### Finale 9º posto
| Montréal 27 luglio 1976 | Giappone | 27 – 20 (12-8) | Stati Uniti | Complexe sportif Claude-Robillard |

### Finale 7º posto
| Montréal 27 luglio 1976 | Cecoslovacchia | 25 – 21 (11-13) | Danimarca | Complexe sportif Claude-Robillard |

### Finale 5º posto
| Montréal 27 luglio 1976 | Jugoslavia | 21 – 19 (11-9) | Ungheria | Complexe sportif Claude-Robillard |

### Finale 3º posto
| Montréal 28 luglio 1976 | Polonia | 21 – 18 (11-9) | Germania Ovest | Complexe sportif Claude-Robillard |

### Finale
| Montréal 28 luglio 1976 | Unione Sovietica | 19 – 15 (10-6) | Romania | Complexe sportif Claude-Robillard |

## Classifica finale
| Pos | Squadre          |
| --- | ---------------- |
|     | Unione Sovietica |
|     | Romania          |
|     | Polonia          |
| 4   | Germania Ovest   |
| 5   | Jugoslavia       |
| 6   | Ungheria         |
| 7   | Cecoslovacchia   |
| 8   | Danimarca        |
| 9   | Giappone         |
| 10  | Stati Uniti      |
| 11  | Canada           |
| -   | Tunisia          |

## Statistiche

### Classifica marcatori
| Pos. | Nome            | Nazionale        | Reti |
| ---- | --------------- | ---------------- | ---- |
| 1    | Ștefan Birtalan | Romania          | 32   |
| 1    | Bent Larsen     | Danimarca        | 32   |
| 3    | Zdravko Miljak  | Jugoslavia       | 30   |
| 4    | Joachim Deckarm | Germania Ovest   | 28   |
| 5    | Kenji Fujinaka  | Giappone         | 26   |
| 6    | Valerij Hassij  | Unione Sovietica | 25   |
| 6    | Pavel Mikeš     | Cecoslovacchia   | 25   |